# Ivo Ferriani
Ivo Ferriani (né le 5 mars 1960, à Grugliasco, dans la province de Turin, au Piémont) est en ancien bobeur italien, aujourd'hui président de la Fédération internationale de bobsleigh et de tobogganing (FIBT) depuis septembre 2010, succédant à seize années de présidence du Canadien Robert H. Storey.

## Biographie

### Carrière sportive
Ivo Ferriani est un ancien bobeur, pratiquant cette discipline de 1984 à 1990. Il participe avec l'équipe d'Italie aux Jeux olympiques d'hiver de 1988 de Calgary finissant à la dix-neuvième place de l'épreuve de bob à deux. Auparavant, il a remporté la médaille d'argent aux championnats d'Europe juniors à Igls et a été à deux reprises champion d'Italie juniors en 1986 et 1987.

### Carrière d'entraîneur
De 1990 à 1994, il entraîne l'équipe d'Italie de bosleigh puis cela de l'équipe de France de 1994 à 1999, remportant avec cette dernière trois médailles aux championnats du monde (l'or en bob à quatre en 1999, et le bronze en bob à deux en 1995 et en 1999) ainsi qu'une médaille de bronze en bob à quatre aux Jeux olympiques d'hiver de 1998 à Nagano. Lors de cette médaille olympique décrochée avec la France, il avait fait un pari avec le pilote français Bruno Mingeon que si ce dernier ramenait une médaille, Ivo courrait dans la neige en sous-vêtements, respectant ce pari.
Après les mondiaux de 1999, il prend en main l'équipe du Canada jusqu'en 2002 avec une cinquième place en bob à quatre aux Jeux olympiques d'hiver de 2002 à Salt Lake City.

### Carrière de dirigeant sportif
Après les olympiades de 2002, Ivo Ferriani retourne en Italie en tant que directeur technique du bobsleigh de la fédération italienne des sports d'hiver de 2002 à 2009. Il fait partie également de l'organisation des Jeux olympiques d'hiver de 2006 concernant les épreuves de bobsleigh, de luge et de skeleton.
En 2009, il annonce son désir de briguer le poste de président de la Fédération internationale de bobsleigh et de tobogganing (FIBT). Lors du vote à Lake Placid le 13 septembre 2010, il est élu à la tête de la fédération avec vingt-deux votes contre vingt votes pour le président sortant Robert H. Storey,.